# Mission casse-cou
Mission casse-cou ou Arme et charme au Québec (Dempsey & Makepeace) est une série télévisée britannique en un épisode de 105 minutes et 29 épisodes de 50 minutes, créée par Ranald Graham et diffusée entre le 11 janvier 1984 et le 1er novembre 1986 sur le réseau ITV1.
Au Québec, la série a été diffusée à partir du 3 septembre 1985 sur le réseau TVA, et en France à partir du 18 mai 1986 sur FR3.
Le compositeur du générique est le musicien Alan Parker.

## Synopsis
James Dempsey est lieutenant de police à New York lorsqu'il découvre que la corruption règne au sein de son service. Afin que sa protection soit assurée, il est muté à Londres où il devient l’équipier d’Harriet Winfield alias "Makepeace", une aristocrate anglaise sophistiquée et membre du SI-10, une unité d'élite. 
Les aventures de ces deux agents contre la pègre londonienne vont alors être pimentées par le spectre du choc de deux cultures radicalement opposées. C’est, en l’espèce, le ressort très efficace de la série.
Le lieutenant James Dempsey est un excellent flic, courageux (une vraie tête brûlée), intègre et doté d’un flair particulièrement aiguisé. Il va appliquer à Londres les méthodes qu’il appliquait à New York… ce qui provoquera régulièrement des situations plutôt cocasses et des prises de becs très vives aussi bien avec Harriet qu’avec Spikings.
Le sergent Harriet Makepeace est une femme séduisante et distinguée. Elle est la fille d'un Lord et va éprouver des sentiments contradictoires au contact de son nouvel équipier. En effet, tantôt ulcérée par ses méthodes et son indélicatesse, elle est aussi très heureuse de pouvoir s’encanailler grâce à lui, même si elle ne l’avouera que sous l’effet de l’alcool dans le très célèbre épisode, probablement le plus réussi de la série, Tequilla Sunrise.
Le super-intendant Gordon Spikings apprécie tout particulièrement le travail et les méthodes d’Harriet, en qui il a toute confiance, alors qu’il a énormément de mal à supporter et à gérer le bouillant Américain dont il a hérité. Toutefois, au fil de la série, Spikings apparaît comme un « gueulard » au grand cœur qui apprécie aussi l’esprit d’initiative et le courage de Dempsey, tout en évitant d’en faire ostensiblement état du fait de son devoir de respect du flegme britannique.

## Distribution
- Michael Brandon (VF : Pierre Arditi) : Lieutenant James Dempsey
- Glynis Barber (VF : Nadine Delanoë) : Sergent-Detective Harriet Alexandra Winfield, alias Makepeace
- Ray Smith (en) (VF : Jean Berger) : Super-Intendant Gordon Spikings
- Tony Osoba (en) (VF : Guy Chapellier) : Sergent-Detective Chas Jarvis

Invités saison 1
- Ralph Michael : Lord Winfield (3x - Ép.1:Un homme dangereux, Ép.7:À bas la violence, Ép.9:Pitié pour Harriet)
- Terence Alexander : Commander Duffield (Ép.1:Un homme dangereux)
- Billy Kearns : O'Grady (Ép.1:Un homme dangereux)
- Michael Cashman : Prosecuting Counsel (Épi.4:Actes de violence)
- Ian McCulloch : Archie McAllister (Épi.4:Actes de violence)
- Catriona MacColl : Angie Hughes (Ép.5:Hors de combat)
- Nicola Stapleton : Debbie (Ép.5:Hors de combat)
- Zienia Merton : Lei Shan (Ép.7:À bas la violence)
- John Terry : Arnold Sims (Ép.9:Pitié pour Harriet)
- John Horsley : Juge Lionel Hackett (Ép.10:Le Jugement)

Invités saison 2
- George Harris : Reuben (Ép.1:Un dollar en argent)
- Colin McFarlane : Watson (3x - Ép.1:Un dollar en argent, Ép.3:Amour à mort, Ép.4:Pas de quartier)
- Suzi Quatro : Cathy (Ép.3:Amour à mort)
- Elisabeth Sladen : Mrs Barrett (Ép.3:Amour à mort)
- Jamie Foreman : Ramsey (Ép.4:Pas de quartier)
- Lou Hirsch : Wee Jock (Ép.5:Tequila)
- Edward Kelsey : Stavros (Ép.5:Tequila)
- Julian Fellowes : Redgrave (Ép.6:Le Prix du sang)
- Neville Phillips : Carpet Dealer (Ép.6:Le Prix du sang)
- Eric Deacon : Paul Davis (Ép.7:Au voleur)
- Tracey Childs: Lucy Gartrell (Ép.7:Au voleur)
- Amanda Pays : Tiffany Grace (Ép.8:Cet homme est dangereux)
- Eamonn Walker : Edwin Shore (Ép.8:Cet homme est dangereux)
- Benjamin Whitrow : Lindsay (Ép.9:Contrefaçon)
- Caroline Bliss : Laura (Ép.9:Contrefaçon)
- Nick Brimble : Keith Lymon (Ép.10:Flagrant délit)
- Terry Downes : Terry (Ép.10:Flagrant délit)

Invités saison 3
- Jill St John : Mara Giardino (2x - Ép.1:L'Étincelle - 1e partie, Ép.2:L'Étincelle - 2e partie)
- Lee Montague : Détective Chef Inspecteur Lacey (Ép.3:Le Mariage)
- Jack Watson : Terence Harris (Ép.3:Le Mariage)
- Frederik de Groot : Olaf Schram (Ép.4:Le Boxeur à mains nues)
- Nick Brimble : Keith Lymon (Ép.6:L'Oiseau de proie)
- Christopher Benjamin : Sam Powell (Ép.9:L'Homme traqué)
- Kate O'Mara : Joyce Hargreaves (Ép.10:Le Gardien)
- Richard Johnson : Daish (Ép.10:Le Gardien)

## Épisodes

### Première saison (1984)
1. Un homme dangereux (Armed and Extremely Dangerous) épisode pilote 105 minutes de Tony Wharmby
2. Enlèvement (The Squeeze) de Tony Wharmby
3. Coup de grâce (Lucky Streak) de Tony Wharmby
4. Actes de violence (Given to Acts of Violence) de William Brayne
5. Hors de combat (Hors de combat) de Christian Marnham
6. Sans issue (Nowhere to Run) de Gerry Mill
7. À bas la violence (Make Peace not War) de Tony Wharmby
8. Le Piège (Blind Eye) de Tony Wharmby
9. Pitié pour Harriet (Cry God for Harry) de William Brayne
10. Le Jugement (Judgement) de William Brayne

### Deuxième saison (1985)
1. Un dollar en argent (Silver Dollar) de Tony Wharmby
2. Morocco Jack (Wheelman) de Tony Wharmby
3. Amour à mort (Love You to Death) de Tony Wharmby
4. Pas de quartier (No Surrender) de Paul Wheeler
5. Tequila (Tequila Sunrise) de Ranald Graham
6. Le Prix du sang (Blood Money) de Dave Humphries
7. Au voleur (Set a Thief) de Dave Humphries
8. Cet homme est dangereux (The Hit) de Murray Smith
9. Contrefaçon (In the Dark) de David Crane
10. Flagrant délit (The Bogeyman) de Ranald Graham

### Troisième saison (1986)
1. L'Étincelle - 1re partie (The Burning - Part 1) de Baz Taylor
2. L'Étincelle - 2e partie (The Burning - Part 2) de Baz Taylor
3. Le Mariage (Jericho Scam) de Robert Tronson
4. Le Boxeur à mains nues (The Prize Fighter) de Baz Taylor
5. Préjudice (Extreme Prejudice) de John Hough
6. L'Oiseau de proie (Bird of Prey) de Roger Tucker
7. Le Tueur (Out of Darkness) de Christopher King
8. Une mort étrange (The Cortez Connection) de Baz Taylor
9. L'Homme traqué (Mantrap) de Roger Tucker
10. Le Gardien (Guardian Angel) de Michael Brandon

## Autour de la série
Michael Brandon et Glynis Barber se sont mariés le 18 novembre 1989 à Londres après s'être rencontrés pendant le tournage. Ils ont un fils né le 21 novembre 1992 prénommé Alexander.